# Anomalia reticular pigmentada das flexuras
A anomalia reticular pigmentada das flexuras (também conhecida como doença dos pontos escuros e doença de Dowling-Degos ) é uma anomalia fibrosa das flexuras ou partes dobradas das axilas, pescoço, além de áreas inframamárias e esternais.:856 É um distúrbio pigmentar autossômico dominante que pode aparecer na adolescência ou na idade adulta. Esta condição é devida a mutações em proteínas estruturais e desmossômicas, encontradas no epitélio escamoso estratificado.
A doença dos pontos escuros está associada ao KRT5.